# История на Китай
Китайската цивилизация произлиза от различни градове държави по поречието на Хуанхъ (Жълтата река) (китайски: 黃河; пинин: Huáng Hé) през епохата на Неолита, а писмената история на Китай започва с династия Шан (около 1550 пр.н.е. – около 1046 пр.н.е.).

## Древен Китай
Две древни култури, съществували на територията на Китай по време на неолита, са Яншао (5 000 – 3 000 г. пр.н.е.) и Луншан (4 000 – 2 000 г. пр.н.е.). Луншан обхваща по-голяма територия около средното течение на Хуанхъ и стига до крайбрежните територии на Източнокитайско море. Смята се, че тя наследява и развива постиженията на Яншао. Преди да бъде основана първата династия Ся китайската историография говори за управлението на предтечите на китайския народ: Тримата повелители и Петимата императори. Тримата повелители са основни фигури в китайския пантеон и макар да не е установено точно кои са те, основно се сочат Фу Си, Шъннун (Божественият земеделец) и Хуанди (Жълтият император):с. 7.
Епохата на Трите династии включва периодите Ся, Шан и Джоу.

### Династия Ся
Около 2000 години пр. Хр. водите на Жълтата река придошли, причинявайки истински потоп. Император Яо изпратил Гън от рода Ся да намери начин да спре наводнението. Гън наредил да се построят барикади, блокади по реката, които да спрат нейното преливане. 9 години продължили тези опити, но реката само заобикаляла блокадите и продължавала да опустошава всичко по пътя си. През това време на власт дошъл Шун, петия от легендарните императори. Той наредил да убият Гън, задето не се справил с поверената му важна задача. На негово място назначил неговия син Ю, за да довърши делото на баща си. Според легендата, той бил назначен едва 5 дни след като се бил оженил за младата си съпруга. Когато го повикали, тя го попитала как да нарече детето им, ако се роди такова, и той и казал да го нарече 啟, йероглиф означаващ 5 дни в старокитайския. 13 години той се трудил без да се прибере в къщи и три пъти преминал покрай дома си без да влезе, първия път жена му била бременна, втория път държала бебе, което правело първите си стъпки, а третия път синът му го поздравил и го подканил да влезе, но той отказал, с думите че докато реката оставя хора без дом, той не може да се прибере. Тази история показва решителността и усърдието на Ю. За разлика от баща си, Ю използвал друг метод за спирането на реката. Той наредил да се направят канали по реката, които да отвеждат водата към морето и същевременно да напояват отдалечените полета. По този начин той не само спрял наводнението, но и увеличил селскостопанската продукция. Император Шун бил така впечатлен от неговото постижение и отдаденост, че го направил престолонаследник вместо сина си. След като се възкачил на трона, Ю разделил поднебесната на 9 провинции. В знак на преклонение пред императорската власт, губернаторите на тези провинции изпратили на владетеля бронз, от който били изработени 9 триножника 鼎ding, върху които имало картини, описващи особеностите на тези провинции. Ю наредил деветте триножника да бъдат изложени пред вратите на двореца му, като символ на неговата власт. Постепенно триножниците се превърнали в символ на суверенитета, владетелското достойнство, и доказателство, че който ги притежава е избран да властва от Небето. Нещо повече, те имали необикновеното свойство да променят тежестта си – били тежки, ако владетелят бил справедлив и добродетелен, и леки, ако тънел в пороци и насилие. Затова и за несправедливите императори било лесно да загубят триножниците, както станало с тираничния Дзие – последният владетел от династията Ся. След смъртта на Ю властта преминала към сина му, Qi с което е положено началото на династийния метод. За по-нататъшните владетели от династия Ся е известно много малко. При император Tai Kang太康 е имало въстание от неговите петима братя, което застрашавало единството на държавата. Следващия император Zhongdi 中康 бил неспособен да управлява двамата си министри Xi 羲 и He 和, които били потънали в пороци – похот, алчност и егоизъм. Последния от владетелите, Jie 桀 бил жесток и покварен тиран, и бил свален от основателя на следващата династия, 成湯 Tang, които се разбунтувал деспотизма на Jie, събрал армия и след като го свалил о трона, го изпратил в изгнание някъде на юг, където той и умрял.

Това е първият период в историята на Китай, за които са намерени археологически находки. Става въпрос за二里头, село на 10 км от Yanshi偃师в провинция, 河南. Трябва да се отбележи, че западните археолози не са напълно убедени, че тези находки непременно свидетелстват за „митичната“ династия Ся. Erlitou е селището, датирано най-рано в цяла Източна Азия. Открито е през 1959 година и е било с размери приблизително 300hka, но поради селскостопанска дейност и тъй като има три съвременни села върху голяма част от него, реалното място където може да се копае е много малко. Първите заселници са били примитивни хора от културата Yangshao (3500 – 3000 г. пр. Хр.) и Longshan (3000 – 2500 г. пр. Хр.), след което последват 600 години, в които селището е било пусто, докато през 2000 г. са дошли носителите на културата Erlitou. Около 1250 г. пр. Хр. селището запустява и постепенно бива напълно изоставено. Предполага се че възникването на града Zhengzhou, не далече от Erlitou, е причина за неговото изоставяне. Там са открити находки подобни на Erlitou и учените смятат че може би е имало заповед за изместването на населението, включително занаятчиите, към Zhengzhou с някаква стратегическа цел.
Открити са дворцови сгради, гробници, леярници за леене на бронз, бронзови сечива, павирани пътища, керамични изделия и изделия от слонова кост. В града са открити 8 двореца, три напълно разкрити, като последния през 2003 година. Погребенията на по-важните благородници са се състояли в дворовете на тези дворци. В гробниците са открити и бронзови, нефритени и тюркоазени изделия, украшения от раковини и черупки. Близо до ръката на погребания има открити бронзови камбани, както и изделия с форма на дракон, направени от около 2000 парчета тюркоаз и нефрит. Erlitou също е имал мрежа от пътища, запазени са непокътнати следи от каруца, дълга 5 метра и широка 1, но не е ясно дали животни или хора са я дърпали. Бронзови основи, както и стени от набита пръст, почва, високи 2 метра също са открити. Erlitou е най-вече познат заради множеството си бронзови находки, предполага се че селището е държало монопола върху бронзолеенето.

## Имперска епоха

### Създаване на единната китайска империя. Династия Цин
Според легендата през 247 г. пр.н.е. владетелят Жен наследява своя баща на трона на държавата Цин в крехката възраст от 9 години. Той посвещава всичко на обещанието дадено на баща си на смъртното му легло: да обедини всички народи и да наложи мир. Амбициозният млад владетел трябва да отстрани по пътя към едноличната власт мнозина съперници, между тях собствената си майка, двама първи министри и други изтъкнати политици и генерали. След това се подготвя да обедини Китай. Той побеждава една след друга останалите шест държави и ги присъединява към държавата Цин. През 230 г. пр.н.е покорява Хан, 228 г. пр.н.е. Жао, 225 г. пр.н.е. Вей, 223 г. пр.н.е. Чу, 222 г. пр.н.е. Ян. С покоряването на Ци през 221 г. пр.н.е. обединяването на Китай приключва и владетелят приема титлата Ши Хуанди или Първи император. С това той основава династията Цин.
Но Цин Ши Хуанди не управлява сам, той разчита на подкрепата на способни министри. До 237 г. пр.н.е. това е Лю Бувей, а после законоведът Ли Си, който създава стабилна управленска структура, чрез която огромното царство може да бъде организирано. Ли Си въвежда и правова система, която се основава на тежки наказания за престъпниците и техните семейства. Самият император обаче стои над закона и може да действа по своя преценка без да дължи обяснения за действията си.
Цин Ши Хуанди иска да държи всички благороднически фамилии под контрол. Затова те се преместват да му служат в новата столица Ксинянг близо до днешен Ксиан.
След обединението на страната императорът разделя империята си на отделни провинции, които се управляват от подчинени пряко на него губернатори. Чрез въвеждането на мерките и теглилките на държавата Цин в цял Китай се улеснява стокообмена. Императорът въвежда кръгли медни монети с квадратна дупка по средата като разплащателно средство и уеднаквява йероглифите.
"Безпочвените философски дрънканици” не се харесват на императора и всичко освен селско стопанство, медицина и предсказания не му се струва важно. Затова въвежда смъртно наказание за притежание на книги извън посочената тематика и заповядва през 213 г. пр.н.е. да се изгорят всички други книги. Образование се полага само на държавните служители. Интелектуалци които го критикуват, биват осъждани на смърт.
Благодарение на принудителния труд на милиони китайци се осъществяват мащабни строителни проекти, които и до днес правят Китай известен, но които костват живота на десетки хиляди китайци и разоряват страната, тъй като няма кой да обработва земята. Съществуващите крепостни стени по северната граница на Китай се обединяват и така се създава Великата китайска стена, която трябва да пази империята от северните варвари. Строят се пътища и канали, за да се превозват по-бързо войници и стоки. В столицата се строят огромни дворци лично за императора.
Цин Ши Хуанди се смята за господар на света, на който всички живи същества са длъжни да се подчиняват и по този начин създава за света образа на китайците, за които не съществува нищо друго освен тях и техните васали.
Дори и след смъртта си Цин Ши Хуанди не иска да му липсва величието на неговия двор. В близост до днешния град Ксиан той заповядва да се построи дворец и върху му да се издигне изкуствен хълм. За да увековечи победите на своите армии той създава теракотената армия – над 6000 теракотени войници с десетки бойни колесници са разположени в мавзолея му.
Въпреки усиленото търсене на начин да осъществи мечтата на всички китайци – вечния живот – Цин Ши Хуанди умира през 210 г. пр.н.е. Наследява го синът му и приема името Ер Ши Хуанди, Вторият император.
През 209 г. пр.н.е. една колона от роби затъва в разкаляна от лошото време земя и заради закъснението им ги очаква смъртно наказание. Вместо това те решават да се вдигнат на бунт срещу императора и мнозина се присъединяват към тях, тъй като народът дълго време страда от тежката работа по големите строителни проекти. Благородническото съсловие иска да си върне предишните привилегии и власт и затова подкрепя въстанията. През 208 г. пр.н.е. Ер Ши Хуанди екзекутира своя министър Ли Си. Неговият наследник обаче изпреварва своята екзекуция и през 207 г. пр.н.е. убива императора. Така през 206 г. пр.н.е. времето на Цин-династията свършва и започва това на династията Хан

### Китай през управлението на династия Хан
Династията Хан (на китайски: 漢朝, Хан Чао) е втората императорска династия на Китай, управлявала от 206 година пр.н.е. до 220 година. Неин основател е Лиу Бан, един от водачите на въстанията, свалили от власт династията Цин. Периодът на династията Хан е прекъснат за кратко от управлението на Уан Ман (династия Син, 9 – 23 година), което го разделя на две части – Западна Хан (206 година пр.н.е. – 9 година) и Източна Хан (25 -220 година). Продължил четири века, периодът Хан е смятан за златен век в китайската история. И в днешно време най-голямата етническа група в Китай се нарича хан.
Империята Хан е разделена на области, контролирани пряко от централната власт, и няколко полуавтономни царства, които постепенно губят остатъците от своята независимост, особено след Бунта на седемте царства. Хунну, конфедерация от централноазиатски народи, които владеят източната част на Евразийската степ, разгромяват Хан през 200 година пр.н.е. Император Хан Уди (141 – 87 година пр.н.е.) предприема поредица от военни походи, с цел да освободи Китай от подчиненото положение спрямо хунну и успява да им наложи символичен данък. В хода на тези войни Хан установяват властта си в Таримската котловина и се включват в международната търговска мрежа, наричана Път на коприната и достигаща на запад до Средиземноморието. Политиката на Хан успява да раздели хунну на две съперничещи си държави – северна и южна, като по-късно принуждава северните хунну да се преселят на запад от река Или. Въпреки тези успехи, териториите на север от китайската граница скоро за завзети от нов съюз, оглавяван от монголската народност сиенбей.
След 92 година придворните евнуси все по-активно се включват в политическия живот, като избухват сблъсъци между съперничещи си придворни клики. Властта на императорите е застрашена и от засилващото се религиозно движение но даоистите, които се включват масово във Въстанието на жълтите забрадки и движението на Петте купички ориз. След смъртта на император Хан Линди през 189 година, придворните евнуси са избити от група военачалници, които след това си поделят империята. Официалният край на династията Хан е през 220 година, когато царят на Уей Цао Пи отстранява Хан Сианди и се обявява за император.
Управлението на династията Хан е период на стопански подем и разрастване на паричната икономика, началото на която е поставено през периода Джоу. Монетите, сечени от централния монетен двор през 119 година пр.н.е., остават паричен стандарт в страната до времето на династията Тан от 7 век. За да финансира военните си походи и колонизирането на новозавладените територии, през 117 година пр.н.е. държавата си присвоява производството на сол и желязо. Тези държавни монополи са премахнати през периода Източна Хан, а изгубените приходи са компенсирани с тежко данъчно облагане.
В центъра на обществения живот през периода Хан се намира императорът. Той ръководи правителството, но споделя властта си с наследствената аристокрация и министрите, повечето от които произлизат от образованите среди, формиращи държавната бюрокрация. От времето на император Хан Уди императорският двор официално поддържа конфуцианството в образованието и политическата философия. Тази традиция продължава до падането на династията Цин през 1911 година.
Значителен напредък е постигнат и в науката и техниката – изобретена е хартията, корабният рул, отрицателните числа, релефната карта, хидравлично задвижваната армиларна сфера, сеизмографът с обратно махало.

### Възстановяване на единната държава. Династия Суей (581 – 618)
С възцаряването на династията Суй (на китайски се произнася Суей) приключва четиривековният период на политическа раздробеност на Китай и постоянни междуособни войни. Независимо че управлението ѝ е сравнително кратко, по време на тази династия и особено чрез реформите, осъществени от нейния основател Ян Дзиен (император Уан), страната се стабилизира, разширяват се обработваемите площи, увеличава се населението, на юг и на север започват да се появяват нови градове.
При тази династия се появяват търговски обединения (туан и хан), които дават мощен тласък за развитието на разрушеното през предишните векове китайско стопанство. В съответствие с конфуцианските принципи император Ян Дзиен предприел мерки за регулиране на социалните отношения в страната, които също оказали сериозно влияние за цялостното стабилизиране на китайското общество от това време.
Намалени били данъците, отменен бил държавния монопол върху добива на сол и производство на вино, започнали да се секат нови монети. Като убеден привърженик на конфуцианството Ян Дзиен се стараел да подбира за държавна служба учени и поставил основите на изпитния институт, върху който се изгражда цялостната по-нататъшна китайска политическа система по време на империята.
Сунските императори изградили държавната администрация по хански образец, но направили и някои подобрения – ново административно деление, съкратен бил значително и броят на държавните служители.
Ян Дзиен упорито се опитвал да укрепи централната власт и се разправил безпощадно с местните благородници. През 604 г. обече той бил убит от сина си Ян Гуан, който се възкачил на престола. Новият император продължил курса на баща си по увеличаване на държавната хазна, икономическа и политическа централизация. Той учредил чиновническата степен дзинши, която по-късно се превърнала в един от главните канали за придвижване в службата, подчертавайки освен това приоритета на хуманното, гражданското начало в страната.
Ян Гуан пренесъл столицата в Луоян, преселвайки там повече от 10 000 богати семейства и построявайки разкошен дворцов ансамбъл.
За укрепване на връзките между центъра на империята и нейните по-отдалечени краища бил изграден воден път, свързващ долините на реките Хуанхъ и Яндзъ. Това грандиозно съоръжение, изградено на базата на стари и нови канали, останало в историята под името „Великият канал“. Той способствал за развитието на търговията, укрепване на контактите между столицата и провинциите, давал възможност за голяма маневреност в случай на необходимост от прехвърлянето на войски.
Друго мащабно събитие през управлението на сунските императори станало възстановяването и укрепването на Великата стена (607 – 608). В тези крупни строителни дейности били ангажирани огромно количество хора. Според източниците, през управлението на Ян Гуан за изграждането на новата столица Луоян били свикани 2 милиона души, а за работите по Великия канал и Великата стена – 1 милион.
За разлика от успешната си вътрешна политика във външен план сунските императори водили продължителни, но малко успешни войни по всички граници на държавата. Един от най-сериозните противници на империята по това време бил Тюркският каганат и в стремежа си да обединят страната през VI век сунските владетели понякога признавали зависимостта си от тюрките. На североизток китайците се опитвали да завладеят Ляонин и морските пътища в Жълто море. Така обект на тяхната завоевателна политика станали корейските държави Когурьо и Пекче, а в тази борба южнокорейското кралство Шила било привлечено като съюзник на Китай. В ожесточена война през 612 – 614 г. китайците на три пъти предприемали неуспешни походи в Корея. Тези военни неуспехи довели до широкомащабно народно въстание срещу династията, което било най-силно в провинциите Шандун и Хънан и лично Ян Гуан оглавил поход за разправата с бунтовниците. Именно на територията на тези две провинции през 610 г. въстаниците образували своя държава, обявявайки за неин владетел един бивш селски старийшина и дългогодишен воин – Доу Дзиендъ. По това време в лагера на императорските привърженици възникнали разногласия, като най-съобразителен в трудната обстановка се оказал един роднина на Ян Гуан по женска линия – Ли Юен. Той се разбунтувал през 617 г. в Тайюан и скоро, заедно с войска, подсилена с тюркска конница, превзел Чанан.
След неуспехите в Корейския поход и спасявайки се от бунтовниците, Ян Гуан избягал на юг. През 618 г. той бил убит от дворцовата стража в град Дзянду, с което приключило краткотрайното управление на династия Суй.

### Разцвет на китайската държавност. Династия Тан (618 – 907)
Тан (на китайски 唐朝) е династия императори, управлявала Китай между 618 и 907. Тя е предшествана от династията Суй и е последвана от Периода на Петте династии и десетте царства. Управлението на династията е прекъснато за кратко (690 – 705) от това на императрица У Дзетян от втората династия Джоу.
Династията Тан, с нейната столица Чанан, най-големия град в света по онова време, се смята от историците за върхов период на китайската цивилизация, наред с династията Хан. Територията на Китай, придобита след военните начинания на първите владетели, е по-голяма, отколкото при Хан. Контактите с Индия и Близкия изток стимулират креативността в много области. Будизмът, възникнал в Индия по времето на Конфуций, продължава да процъфтява при династията Тан и е възприет от императорското семейство, превръщайки се в неразделна част от китайската култура.
Периодът Тан е златен век на китайската литература и изкуство. Държавната бюрокрация, поддържана от широка прослойка конфуциански учени, избирани чрез сложна система на изпити, се разраства значително при управлението на Тан, които се опитват по този начин да намалят влиянието на аристократичните родове и военачалниците. От времето на Тан до края на династията Цин през 1911 бюрокрацията е ключов елемент в китайската държавна система.

### Китай през управлението на династия Сун (960 – 1279)
Сун (宋) е една от най-значимите китайски династии, управлявала от 960 до 1279 г. Тя успява да обедини по-голямата част от страната, слагайки край на периода на Петте династии и десетте царства и пада под ударите на монголите, които основават династията Юен (Юан). Управлението на Сун се разделя на два периода – Северна Сун (Бейсун 北宋, 960 – 1127) и Южна Сун (Нансун 南宋, 1127 – 1279), свързани със завладяването на редица северни територии от джурченската държава Дзин и преместване на столицата южно от река Яндзъ в Ханджоу. През цялото си управление сунските императори са принудени да водят борба за съществуване с варварските империи на джурчените Дзин и на киданите Ляо, а в края на династията и с монголите. Във вътрешен план историята на Сун е белязана от постоянни селски въстания, независимо от които обаче икономиката на страната се подобрява значително а населението се увеличава двойно. В областта на културата и науката управлението на тази династия често се сравнява с европейското Просвещение, тъй като владетелите ѝ покровителстват различните религии и изкуства, по това време творят едни от най-прочутите китайски философи, положили основите на неоконфуцианството. В страната са осъществени редица реформи на държавния апарат с оглед неговата ефективност, реформирана е армията, създаден е силен морски флот, въведена е за първи път в света употребата на книжни пари.

### Китай през управлението на династия Мин (1368 – 1644)
Великата Мин (китайски: 明朝, пинин: Míng Cháo) е династия, управлявала Китай от 1368 до 1644 година след падането на монголската династия Юен. Епохата на Мин, „една от най-великите ери на уредено управление и обществена стабилност в човешката история“, е предпоследната императорска династия в Китай и последната, основана от етнически китайци. Макар че столицата на Мин Пекин е превзета през 1644 година от бунтовниците на Ли Дзъчън, а малко по-късно там се утвърждава манджурската династия Цин, местни владетели, лоялни към династията Мин и наричани с общото наименование Южна Мин, се задържат в различни части на страната до 1662 година.
При управлението на Мин Китай изгражда силен военен флот и едномилионна постоянно действаща армия. Макар че частната презморска търговия и дори официални трибутарни мисии да съществуват и през предходните периоди, трибутарният флот, воден от мюсюлманския евнух Джън Хъ надхвърля по своите мащаби всички подобни дотогавашни начинания. В страната се реализират огромни строителни проекти, като възстановяването на Великия канал и Великата стена и създаването на Забранения град. Оценките за населението на империята на Мин варират между 160 и 200 милиона души.
Хуну, първият император от династията Мин, прави опит да изгради общество от самозадоволяващи се селски общности с фиксирана социална система, която не се нуждае от търговията и занаятчийското производство на градските центрове. Възстановяването на китайското земеделие и усилването на комуникациите чрез милитаризирана пощенска система довежда неумишлено до появата на големи излишъци от селскостопанска продукция, която може да бъде продавана на пазарите, появили се по дължината на куриерските пътища, и селската култура и търговия са подложени на влиянието на градовете. Висшите слоеве на обществото и особено образованото съсловие шъншъ също е силно повлияно от тази нова консуматорска култура. Скъсвайки с традицията, търговските семейства започват да обучават децата си за служба в държавната бюрокрация и възприемат културни практики, характерни за по-висшето съсловие шъншъ. Успоредно с тези промени в съсловната структура и стопанския живот промени протичат и в политическата философия, държавното устройство и дори в изкуствата и литературата.
През 16 век в стимул за икономиката на империята на Мин се превръща търговията с португалците, испанците и нидерландците. Китай се включва в новата глобална търговия на стоки, животни и земеделски култури, станала известна като Колумбов обмен. Търговията с Европа и Япония довежда до значителен приток на сребро, което измества медта и хартиените банкноти като масово разменно средство. През последните десетилетия от управлението на Мин притокът на сребро силно се забавя, което подкопава държавните приходи и цялата икономика на страната. Към тези стопански затруднения се добавят ефектите върху селското стопанство от засилващия се Малък ледников период и поредица от природни бедствия и епидемии. Последвалият срив в авторитета на държавата и в жизнения стандарт на хората дава възможност на различни бунтовници да оспорват властта на Мин и в крайна сметка да унищожат династията.

### Китай през управлението на династия Цин (1644 – 1911)
През XVII век бива основана династията Цин (1644 – 1911 г.). Цинското правителство изпраща свои върховни представители и въвежда закони за тибетската система на управление и правила за по-ефикасното им прилагане.
През XIX в., в последния период на династията Цин, британците придружават инвазията си в крайбрежните райони на Китай с инвазия в Тибет. През последните години на династията Цин и в началото на Република Китай, обявена през 1911 г., британците полагат всички възможни усилия, за да откъснат Тибет от Китай, но в крайна сметка Тибет запазва връзките си с централното китайско правителство, а Китай продължава да упражнява своя суверенитет над Тибет, който е установен още от династията Юан.

## Модерна история

### Китай след Първата световна война (1918 – 1927)
Като страна от Антантата, по време на Парижката конференция в началото на 1919 г., Китай настоява за отмяна на наложеното му от Япония на 9 май 1915 г. споразумение („21-те искания“), връщане на концесиите (особено на германските в провинция Шандун), извеждане на чуждите войски от страната и т.н. Съюзниците обаче отказват изобщо да разглеждат въпроса за възстановяването на китайския суверенитет, което предизвиква стихийни недоволство в страната. На 4 май над 3000 студенти от пекинските университети излизат на площад „Тянанмън“ с искане правителството да не подписва Версайския мирен договор и да бъдат извадени от състава му прояпонски настроените министри. Опитите на кабинета да разгони студентите със сила обаче довеждат до разрастване на антияпонските и антиправителствени протести, които обхващат също Тиендзин, Шанхай, Нанкин, Чанша и други големи градове. Кулминацията на това стихийно движение е на 4 май 1919 г. в Шанхай, където местните работници и търговци, солидаризирайки се със студентите, обявяват обща стачка, в която се включват ок. 60 000 души („Движението от 4-ти май“). Масовите протести принуждават правителството да се откаже от подписването на Версайския договор, да уволни прояпонските министри и да прекрати репресиите срещу демонстрантите. Друг не по-маловажен резултат от „Движението от 4-ти май“ е активната политизация на китайската интелигенция, един от резултатите на която става създаването през октомври 1920 г. на Китайската комунистическа партия (ККП) и засилването на националистическите настроения. Непосредствено след „Движението от 4-ти май“ ръководителят на Гоминдана Сун Ятсен започва мащабна реорганизация на партията, целейки превръщането ѝ във водеща политическа сила в националната революция. В края на 1920 г. Сун се установява в Гуанджоу (Кантон). През април 1921 г. стария (от 1913 г.) републикански парламент, който го избира за президент на Китайската република. На този пост Сун Ятсен се опитва да направи провинция Гуандун база на революционните сили в страната, преди да поеме на обединителен поход на север, привлича в правителството си комунисти. Тази му дейност среща съпротива от страна на великите сили и местни милитаристи и през юни 1922 г. генерал Чън Дзюнмин извършва военен преврат и прогонва Сун Ятсен. През февруари 1923 г. обаче самият Чън е свален от негови противници, които отново канят Сун да оглави правителството. В опит да си осигури международна подкрепа, възстановеният президент установява приятелски отношения със Съветска Русия и Коминтерна, под чието влияние китайските комунисти са принудени да си сътрудничат с Гоминдана. Междувременно китайския Север става арена на милитаристки борби (дзилийско-футиенска война от 1922 г.). През 1924 г. един от дзилийските водачи Цао Куню заема президентския пост но войната продължава и той е сменен на свой ред от Дуан Цижуей, който включва в новото правителство привърженици на Сун Ятсен. Тези събития принуждават Дуан Цижуей да излезе с инициатива за свикването на общокитайска обединителна конференция и кани на нея Сун Ятсен. Последният приема и тръгва за Пекин, но на 12 март 1925 г. той умира без да види мечтата си за единен Китай осъществена. На 1 юли 1925 г. в страната е образувано Национално правителство с участието на всички основни фигури от Гоминдана, което обявява като върховен приоритет обединението на Китай под своя власт. За тази цел се провежда реорганизация на армията, която получава името Националнореволюционна армия (НРА), и повежда успешни военни действия срещу отцепниците. През тези години започва и конфликтът между Гоминдана и Китайската комунистическа партия. След март 1926 г., под ръководството на един от генералите на НРА Чан Кайши, започва ограничаване дейността на комунистите, забранено им е да заемат ръководни постове в управлението. През май същата година на пленум на Централния изпълнителен комитет на Гоминдана Чан Кайши е избран за негов председател. На пленума е взето и решение НРА да започне поход на север („Северният поход“) за обединение на страната. Военните действия са успешни и през декември 1926 г. – под влияние на лявото крило на Гоминдана – столицата на страната е пренесена от Гуанджоу в Ухан, независимо от настояването на Чан Кайши тя да бъде в Нанчан, където е неговият щаб. През март 1927 г. в Ухан се провежда пореден пленум на ЦИК на Гоминдана, който в опита си да отслаби влиянието на Чан, избира ново Национално правителство начело с Уан Дзинуън. В него влизат и двама членове на ККП. На свой ред – през април 1927 г. – Чан Кайши обявява в Нанкин създаването на свое Национално правителство, с което в Гоминдана настъпва открит разкол. Обстановката се усложнява още повече през есента и зимата на същата година, когато ККП се опитва да вдигне селско въстание в южните провинции Хунан, Хубей, Дзянси и Гуандун. Най-широк отзвук от тези събития получило въстанието от 11 – 13 декември 1927 г. в Гуанджоу („Кантонска комуна“), което е последният опит на ККП да създаде своя революционна база на юг и на да започне революцията отначало. С нейния край приключва и националната революция от 1925 – 1927 г. като един от етапите в китайската националноосвободителна революция. Главните резултати от тези бурни години стават възстановяването на държавността и разкола в националноосвободителното движение, оформят се двете главни идейно-политически течения – националистическо и комунистическо, чиято борба през следващите две десетилетия ще реши съдбата на Китай.

### Китай в годините на Културната революция (1967 – 1976)
Културната революция в Китай е движение, подето от Мао Дзъдун, тогавашният главен секретар на ККП. То е насочено срещу партийни членове и интелектуалци, които са обвинение в предателство спрямо революционните идеи и за носители на остатъци от капитализма и традиционализма в Китай. През този 10-годишен период култът към личността на Мао Дзъдун достига своя връх, а маоизмът е утвърден като държавна идеология.